# 王晓东 (1959年)
王晓东（1959年5月—），男，籍贯山东省无棣县，中华人民共和国政治人物。重庆大学机械工程系锻压专业毕业，大学学历，工学学士。

## 生平
1976年7月参加工作，1981年12月加入中国共产党。曾长期在中国共产主义青年团系统工作，先后担任过共青团四川省委研究室主任，共青团四川省委统战部部长，共青团四川省委副书记，共青团中央农村青年工作部副部长、部长等职。
2002年6月，调任水利部工作，历任水利部发展研究中心主任、党委书记，水利部农村水利司司长等职。
2010年10月，调任中共河北省张家口市委副书记，11月兼任常务副市长。2011年1月任代市长，2月正式当选。2012年1月，升任中共河北省张家口市委书记。2013年12月，调任中共廊坊市委书记。2016年5月，任河北省人民政府副省长、党组成员。
2018年1月29日，河北省第十三届人民代表大会第一次会议选举王晓东为河北省第十三届人民代表大会常务委员会副主任。同年2月25日，河北省总工会第十二届委员会第六次全体会议选举王晓东为河北省总工会主席。2023年1月届满卸任。